# Sarracenia rosea
Sarracenia rosea (лат.) — вид многолетних насекомоядных растений рода Саррацения (Sarracenia), семейства Саррацениевые (Sarraceniaceae), произрастающий на территории США.

## Описание
Растения образуют плотные куртины, а их корневища имеют диаметр от 0,8 до 1,8 см. Кувшины стойкие и появляются с цветками или после них. Они могут быть лежачими или восходящими, имеют бледно-зеленый цвет с тусклым пурпурно-красным оттенком. Часто на них присутствуют более темные сетчатые красные жилки, а белых ареол нет. Кувшины слегка изогнутые в форме буквы S и имеют размеры от 6 до 28 см в длину. В самом широком месте они достигают диаметра от 2 до 7 см. Кувшины толстые и твердые, с густой опушенностью на наружных поверхностях. Крылья у них имеют ширину от 0,6 до 5 (-6) см, а отверстие может быть круглым или овальным, зияющим и иметь диаметр от 2 до 5 см. Обод вокруг отверстия может быть от красного до темно-бордового цвета. Он толстый и расширяющийся, свободно закрученный. Дистальная часть крыла обычно либо без вмятины, либо с едва заметной выемкой шириной от 2,6 до 7,5 мм в самом толстом месте. Капюшон у растений прямостоячий или с лопастями, имеет тот же цвет и прожилки, что и кувшины. Он имеет почковидную форму размером от 2 до 6 см в ширину и от 3 до 13 см в длину. Капюшон шире, чем его длина, и может иметь различную степень волнистости, от грубой до цельной. Базальные лопасти капюшона сердцевидные и прикрепляются по бокам края отверстия. Шейка отсутствует, а дистальная часть капюшона обычно загнута внутрь и имеет выемку на вершине. Вершина капюшона имеет неконусовидную форму, а адаксиальная поверхность покрыта отогнутыми щетинками длиной 1-2 мм. Филлодии отсутствуют. Черешки растений длиной от 16 до 35 см превышают длину кувшинов, а прицветники имеют размеры от 0,5 до 0,8 см. 
Цветки обладают умеренно смешанным ароматом и дурным запахом. Чашелистики имеют темно-пурпурно-красный цвет и размеры от 3 до 4,7 см в длину и от 1,7 до 3,8 см в ширину. Лепестки могут быть от бледных до темно-розовых или почти белых, а их дистальная часть может иметь яйцевидную или обратнояйцевидную форму. Размеры лепестков составляют (4-) 5-6,5 см в длину и от 2 до 3,5 см в ширину, а их края цельнокрайние. Диск столбика может быть от бледно-зеленого до почти белого цвета и иметь диаметр от 4,8 до 7,4 см. Плечи столбика имеют размеры от 2,6 до 4,1 см. Плодом является коробочка диаметром от 1,5 до 2 см. Семена имеют размеры от 1,8 до 2,3 мм.

## Распространение и экология
Это растение цветет в март-апреле и произрастает на влажных открытых местах, таких как просачивающиеся болота, саванны, влажные сосновые редколесья, опушки ручьев, старые междюнные низины, канавы и заросли.
Sarracenia rosea встречается на прибрежной равнине на юго-западе Джорджии (округи Ли, Рэндольф, Тейлор и Тифт), во Флориде (округ Гадсден), на юге Алабамы и на юго-востоке Миссисипи (округи Джордж и Джексон). Он наиболее явно отличается от Sarracenia purpurea своими розовыми или почти белыми лепестками и более короткими черешками; цветки Sarracenia rosea в среднем во многих отношениях крупнее, чем у Sarracenia purpurea. В вегетативном состоянии кувшины Sarracenia rosea имеют более толстые края отверстий, более вогнутые, более длинные щетинки на капюшоне, более широкие капюшоны и часто тоньше стенок кувшина, чем у Sarracenia purpurea. Хотя морфология кувшинов у этих двух видов в некоторой степени совпадает, отличительные черты и аллопатрическое распространение требуют признания Sarracenia rosea отдельным видом.

## Таксономия
Sarracenia rosea Naczi, F.W.Case & R.B.Case, первое упоминание в Sida 18: 1188 (1999).

### Синонимы
Гетеротипные (основанные на разных номенклатурных типах):
- Sarracenia purpurea var. burkii D.E.Schnell (1993)
- Sarracenia purpurea f. luteola Hanrahan & James M.Mill. (1998)
- Sarracenia rosea f. luteola (Hanrahan & James M.Mill.) Naczi, F.W.Case & R.B.Case (1999)